# 成其范
成其范，字洪叙，号愚崑，山东省乐安县（今山东省广饶县）颜徐店人，清朝官员。

## 生平
明朝末年，成其范出生于山东省乐安县颜徐店，是天启年间南京御史成勇的第六子。清顺治八年（1651），成其范参加乡试中举人，顺治十八年（1661年）中式辛丑科进士，最初被任命为顺天府保定县知县。数年后出任监察御史，顺治帝钦命其巡按陕西道并稽查户、工二部钱局。
康熙皇帝继位后，成其范曾担任钦差大臣，奉旨巡按两浙盐漕，其后任通政司参议。不久，成其范升任太常寺正卿，晋升为兵部右侍郎、少司马，封通议大夫，官居三品之位。三藩叛乱时，清廷朝野震慌，而成其范断言三藩必被削平，并献计若干。